# Список Героев Социалистического Труда (Новомосковск)
В списке в алфавитном порядке представлены все 27 Героев Социалистического Труда и один полный кавалер ордена Трудовой Славы, родившиеся, проживавшие продолжительное время или похороненные на территории современного города Новомосковска и Новомосковского района.
 Серым цветом в таблицах выделены Герои, удостоенные звания посмертно. 

## Герои Социалистического Труда
| №  | Фамилия Имя Отчество              | Годы жизни              | Деятельность | Год награждения |
| -- | --------------------------------- | ----------------------- | --- | --------------- |
| 1  | Бабкин Устин Иосипович            | 11.1.1930 — 2004        | Шахтёр, машинист горного комбайна шахты № 39/40 треста «Новомосковскуголь» комбината «Тулауголь» Министерства угольной промышленности СССР, Тульская область.                               | 1966            |
| 2  | Бартенев Данил Михайлович         |                         | Строитель, бригадир комплексной бригады (затем отделочников) СУ-2 треста «Сталиногорскхимуглестрой», участник Великой Отечественной войны.                                                  | 1958            |
| 3  | Бережной Алексей Денисович        | 1906—1969               | Директор ремонтно-механического завода Новомосковского химкомбината, один из первых строителей Бобриковского (Сталиногорского) химкомбината.                                                | 1966            |
| 4  | Гончар Евсей Петрович             |                         | Заслуженный строитель РСФСР. |                 |
| 5  | Гринюк Александр Максимович       | 02.12.1914 - 20.08.1985 | Начальник цеха ДМТ НАК «Азот», участник Великой Отечественной войны | 1971            |
| 6  | Елсукова Екатерина Иосифовна      | род. 30.11.1923         | Агроном, директор колхозов «Ударник» и «Объединение» в 1950-60-х годах, кавалер золотой медали ВДНХ и трёх орденов Красного Знамени.                                                        |                 |
| 7  | Дрёмов Иван Фёдорович             |                         | |                 |
| 8  | Клягин Михаил Сергеевич           | род. 14.8.1929          | Строитель, сотрудник Новомосковского СУ треста «Союзпроммонтаж». |                 |
| 9  | Кочетова Нина Тимофеевна          |                         | |                 |
| 10 | Кривич Виктор Григорьевич         | 18.4.1907 — 1989        | |                 |
| 11 | Кузнецов Василий Семёнович        | род. 1927               | Шахтёр. |                 |
| 12 | Лебедков Андрей Дмитриевич        |                         | Директор Ангренского угольного разреза (1951—1970), почётный гражданин города Ангрена. |                 |
| 13 | Лебедь Фёдор Петрович             |                         | |                 |
| 14 | Мелихов Николай Филиппович        | род. 16.5.1928          | Шахтёр, полный кавалер знака «Шахтёрская слава». Почётный шахтер и Почётный гражданин города Кимовска.                                                                                      |                 |
| 15 | Морженков Владимир Павлович       | 28.8.1927 — 2005        | Аппаратчик новомосковского «Оргсинтеза». | 1971            |
| 16 | Мужичков Александр Иванович       | 5.12.1912 — 1994        | Заслуженный строитель Российской Федерации, почётный гражданин Новомосковска, в течение 25 лет работал управляющим трестом «Новомосковскхимстрой».                                          | 1980            |
| 17 | Парамонов Иван Васильевич         | 1893—1980               | Управляющий трестом «Сталиногорскшахтстрой» (1940—1941), «Мосшахтострой» (1944—1950) | 1948            |
| 18 | Перелыгин Иван Антонович          |                         | Начальник горного цеха шахты № 32 Ширино-Сокольнической. | 1948            |
| 19 | Портнов Юрий Алексеевич           | 6.5.1920-10.9.2012      | Начальник шахт № 26 и № 1 «Северная» треста «Новомосковскуголь» | 1971            |
| 20 | Потапенко Геннадий Дмитриевич     |                         | Начальник производственного объединения «Новомосковскуголь», лауреат Государственной премии СССР в области науки и техники (1969)                                                           | 1981            |
| 21 | Семёнова Нина Григорьевна         |                         | Старший аппаратчик НАК «Азот» | 1981            |
| 22 | Сергиенко Павел Николаевич        |                         | Начальник участка шахты 1-я Каменецкая |                 |
| 23 | Стародубцев Василий Александрович | 25.12.1931—30.12.2011   | Глава администрации Тульской области (1997—2005). Работал на шахте № 36 треста «Сталиногорскуголь» (1955—1964), затем — председателем колхоза им. Ленина Новомосковского района (1964—1997) | 1976            |
| 24 | Субботин Александр Александрович  |                         | Начальник комбината «Сталиногорскуголь», затем — начальник комбината «Тулауголь» |                 |
| 25 | Тихонова Роза Тихоновна           | 2.11.1931—2001          | Старший аппаратчик НАК «Азот», депутат Верховного Совета СССР 8-го созыва (1970—1974), Почётный гражданин города Новомосковска.                                                             | 1983            |
| 26 | Хрущевский Михаил Михайлович      |                         | Начальник строительного управления № 5 треста «Мосшахтострой» Главцентрошахтостроя | 1957            |
| 27 | Чебукин Павел Васильевич          | 1895 — 14.10.1968       | Председатель колхоза «Красный богатырь» | 1966            |

## Полные кавалерыордена Трудовой Славы
| № п/п | Фото | Фамилия Имя Отчество  | Годы жизни | Деятельность                                       | Дата награждения и номер ордена | Дата награждения и номер ордена | Дата награждения и номер ордена |
| № п/п | Фото | Фамилия Имя Отчество  | Годы жизни | Деятельность                                       | 3 степень                       | 2 степень                       | 1 степень                       |
| ----- | ---- | --------------------- | ---------- | -------------------------------------------------- | ------------------------------- | ------------------------------- | ------------------------------- |
| 1     |      | Трухан Иван Романович |            | Оператор цеха ацетилена, аппаратчик ОАО НАК «Азот» | 1975                            |                                 | 1986                            |

## Видеоматериалы
- В Новомосковске появилась аллея Героев. (недоступная ссылка) Телерадиокомпания Новомосковск. 09.11.2010.